# Fernandel

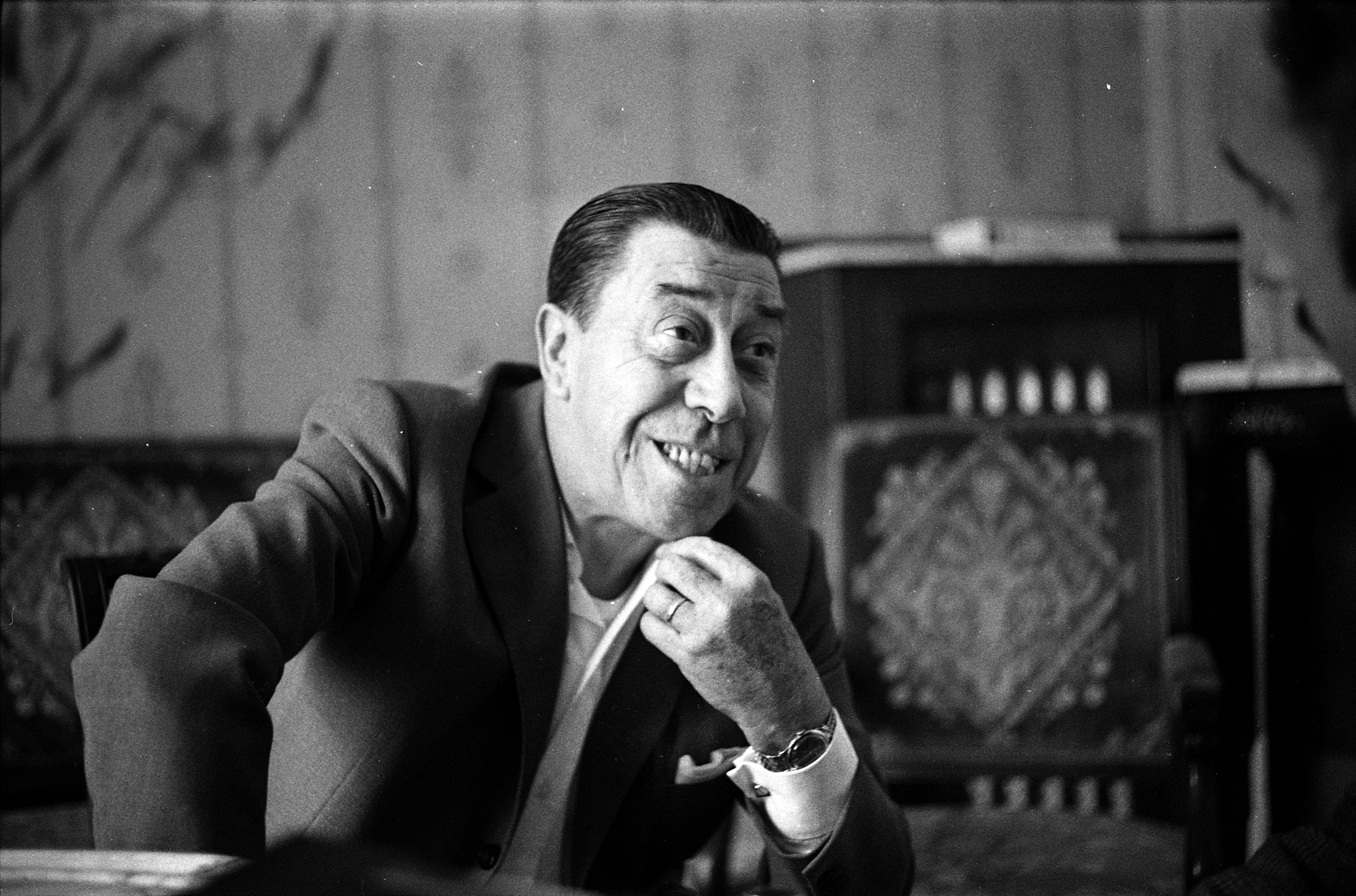
Fernandel, 1970

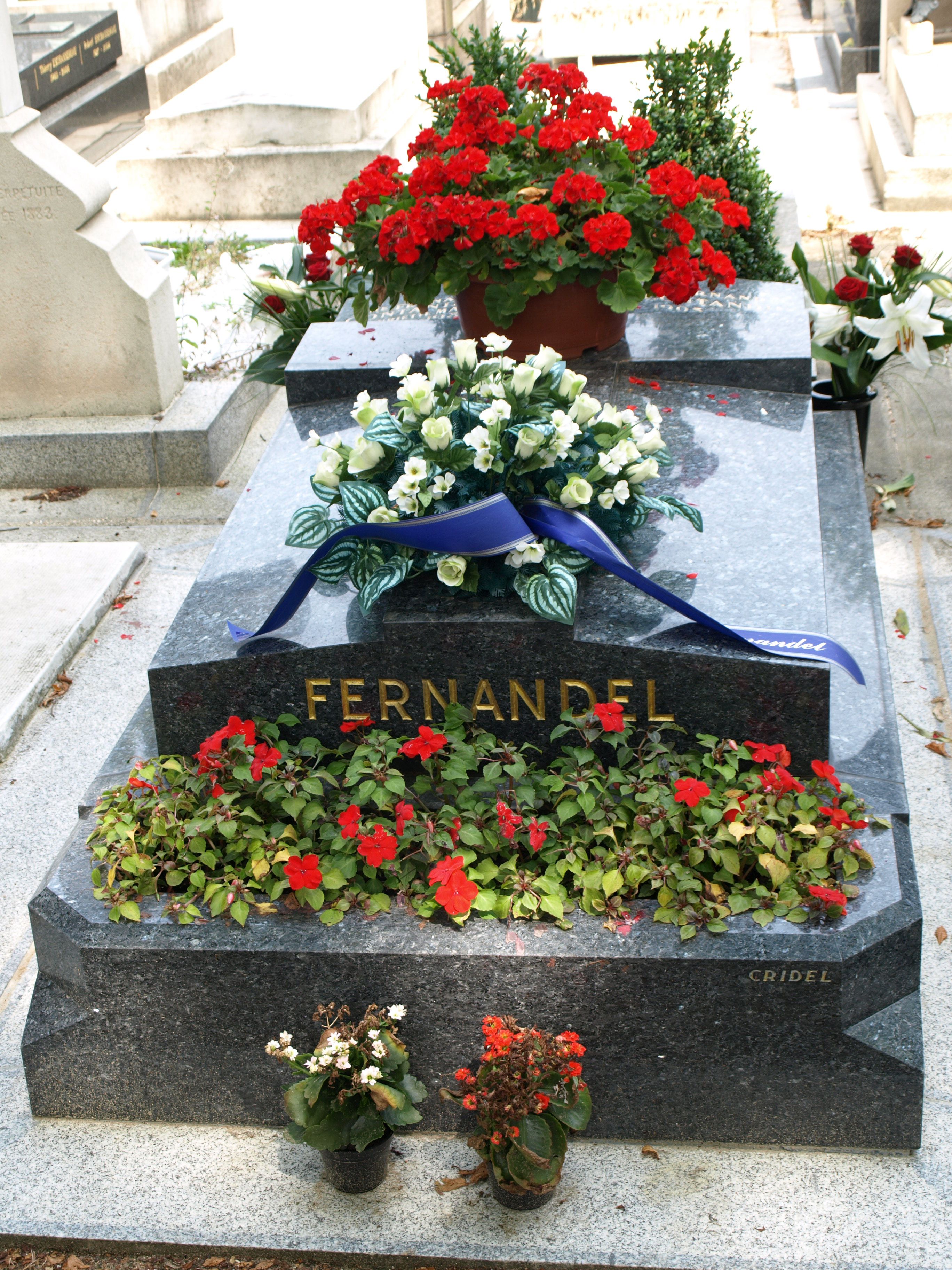
Grób Fernandela na cmentarzu Passy
w Paryżu

Fernandel, właśc. Fernand Joseph Désiré Contandin (ur. 8 maja 1903 w Marsylii, zm. 26 lutego 1971 w Paryżu) – francuski aktor i piosenkarz.

## Życiorys
Początkowo był komikiem, który popularność zdobywał we francuskich wodewilach, operetkach i musicalach. W 1930 zagrał w swoim pierwszym filmie i przez następne 40 lat pozostawał jednym z czołowych francuskich aktorów komediowych. Prawdopodobnie najbardziej znany i lubiany za rolę (w pięciu filmach) Don Camillo (postać stworzoną przez Giovanniego Guareschiego), gwałtownego proboszcza z włoskiego miasteczka, toczącego wieczną wojnę z miejscowym komunistycznym burmistrzem.
Występował także w filmach włoskich i amerykańskich. W swojej pierwszej roli hollywoodzkiej zagrał woźnicę Phileasa Fogga (odtwarzanego przez Davida Nivena) w filmie W 80 dni dookoła świata (1956). Dwa lata później wystąpił u boku Boba Hope'a i Anity Ekberg w komedii Paris Holiday.
Oprócz aktorstwa zajmował się również reżyserią i był też współproducentem swoich filmów. Jego charakterystyczny uśmiech stał się symbolem jego wizerunku.
Zmarł na raka płuc. Został pochowany na cmentarzu Passy w Paryżu.

## Wybrana filmografia
- 1934 Angèle – Saturnin

Le cavalier Lafleur – Fernand Lafleur
- 1935 Jim la houlette – Noluchet
- 1936 Bohater Legii Cudzoziemskiej (Un de la légion) – Fernand Espitalion
- 1937 Odrodzenie (Regain) – Urbain Gedemus

Josette – Albert
Ignace – Ignace Boitaclou
Jej pierwszy bal (Un carnet de bal) – Fabian
Król sportu (Les rois du sport) – Fernand
Hercule – Hercule Maffre
Król się bawi (François 1er albo Les Amours de la Ferronnière)
- 1938 Szpunc (Le schpountz) – Irénée Fabre

Barnabé – Barnabé
- 1940 L'héritier des Mondésir – Bienaimé de Mondésir

Pan Hektor (Monsieur Hector) – Hektor
Córka studniarza (La fille du puisatier) – Félipe Rambert
- 1941 Klub kawalerów (Le Club des soupirants) – Antoine Valoisir
- 1942 Simplet – Simplet Astier

Les petits riens – Astier
- 1943 La bonne étoile – Auguste
- 1945 Tajemnica Saint-Val (Le Mystère Saint-Val) – Desire Lesec
- 1946 Petrus – Petrus

Coeur de coq – Tulipe
- 1948 Emile l'africain – Emile

Latająca szafa (L'armoire volante) – Alfred Puc
- 1949 Dzielny pan Bonifacy (L'héroïque Monsieur Boniface) – Boniface

On demande un assassin – Bob
- 1950 Casimir – Casimir

Grzesznicy (Meurtres) – Noël Annequin
Uniformes et grandes manoeuvres – Luc
- 1951 Pan Topaz (Topaze) – Albert Topaze

Tu m'as sauvé la vie – Fortuné Richard
Lunatyk (Boniface somnambule) – Victor Boniface
Adhémar ou le jouet de la fatalité – Adhémar Pomme
Czerwona oberża (L'auberge rouge) – mnich
Mały światek Don Camilla (Le Petit Monde de Don Camillo) – Don Camillo
- 1952 Damski fryzjer (Coiffeur pour dames) – Mario

Zakazany owoc (Le fruit défendu) – dr Charles Pellegrin
- 1953 Awantura o dziecko (Le boulanger de Valorgue) – Félicien Hébrard

Powrót Don Camilla (Le retour de Don Camillo) – Don Camillo
Carnaval – Dardamelle
Wróg publiczny nr 1 (L'ennemi public no 1) – Joe Calvet
- 1954 Pani niewiniątko (Mam'zelle Nitouche) – Célestin/Floridor

Pięcioraczki (Le mouton à cinq pattes) – Edouard Saint-Forget
Ali Baba i czterdziestu rozbójników (Ali Baba et les quarante voleurs) – Ali Baba
- 1955 Wiosna, jesień i miłość (Le printemps, l'automne et l'amour) – Fernand "Noël" Sarrazin

Don Camillo i poseł Peppone (La grande bagarre de Don Camillo) – Don Camillo
- 1956 Damski krawiec (Le couturier de ces dames) – Fernand Vignard

Miłość Don Juana (El Amor de Don Juan) – Sganarelle
Honoré de Marseille – Honore de Marseille
Przygoda komiwojażera (Sous le ciel de Provence) – Paul Verdier
W 80 dni dookoła świata (Around the World in 80 Days) – francuski woźnica
- 1957 Człowiek w nieprzemakalnym płaszczu (L'homme à l'imperméable) – Albert Constantin

Sénéchal le magnifique – Senechal
Le chômeur de Clochemerle – Baptistin Lachaud
- 1958 La legge è legge – Ferdinand Pastorelli

Życie we dwoje (La vie à deux) – Marcel Caboufigue
Les vignes du seigneur – Henri Lévrier
Paris Holiday – Fernydel
- 1959 Wielki wódz (Le grand chef) – Antoine Venturen

Powiernik pań (Le confident de ces dames) – Giuliano Goberti
Krowa i więzień (La Vache et le Prisonnier) – Charles Bailly
- 1960 Crésus – Jules

Herszt (Le caïd) – Justin
Cocagne – Marc-Antoine
- 1961 Don Camillo prałatem (Don Camillo...Monseigneur!) – Don Camillo

Sąd ostateczny (Il Giudizio universale) – wdowiec
Dynamite Jack – Dynamite Jack
- 1962 L'assasin est dans l'annuaire – Albert Rimond

Diabelskie sztuczki (Le Diable et les Dix Commandements) – wariat
- 1963 Blague dans le coin – Jeff Burlington

Dobry król Dagobert  (Le bon roi Dagobert) – Dagobert
Potyczki kuchenne (La cuisine au beurre) – Fernand Jouvin
- 1964 Niewdzięczny wiek (L'âge ingrât) – Adolphe Lartigue
- 1965 Towarzysz Don Camillo (Don Camillo en Russie – Don Camillo
- 1966 Pieniądze albo życie! (La bourse et la vie) – Charles Migue

Podróż ojca (Le voyage du père) – Quantin
- 1967 L'homme à la Buick – Armand Favrot
- 1970 Koń zwany Ulissesem (Heureux qui comme Ulysse) – Antonin